# Милан Гајић (фудбалер, 1986)
Милан Гајић (17. новембар 1986) српски је фудбалер који тренутно наступа за Вадуц. Игра на позицији офанзивног везног играча.

## Каријера
Гајић је своју професионалну каријеру започео у Напретку из Крушевца. Позајмљен је Боависти јесени 2007. године. Након тога је углавном наступао за швајцарске фудбалске клубове међу којима је Цирих за који је постигао гол против Милана у групној фази Лиге шампиона. На лето 2013, потписао је за Вадуц.

## Успеси
Вадуц
- Куп Лихтенштајна: 2017/18.